# سحالة
سَحَّالَة (الاسم العلمي: Lima)، جنس حيوانات بحرية من الرخويات صفيحيات الخياشيم عادمات اللمثاعب وفصيلة السحاليات. أنواعه نحو 400 يعضها من متحجرات الأراضي الثانوية والبعض الآخر، معاصر، منتشر في جميع بحار العالم. أصدافها شبه مخروطية الشكل، متساوية المصاريع، شعاعية التخديد، ملونة بكثر فيها الأبيض المرقوش بالأحمر. بعض أنواعها يطول نحو 6 مم. تعيش في الرمال وتنتقل بسرعة مدهشة تجديفًا بمصراعيها.